# Seal Beach
Seal Beach är en stad i Orange County, Kalifornien, USA.
Vid folkräkningen år 2010 hade staden 24 168 invånare. 

## Geografi
Enligt  United States Census Bureau är stadens totala areal 34,2 km², 29,8 km² är land och 4,5 km² vatten.
Seal Beach ligger i det nordvästligaste hörnet av Orange County, vid San Pedro Bay som är en del av Stilla Havet. På andra sidan gränsen till Los Angeles County ligger staden Long Beach. I sydöst ligger Sunset Beach och Huntington Harbour (delar av Huntington Beach), i öst Westminster och Garden Grove och i norr Los Alamitos.